# Зайцев, Алексей Ильич (футболист)
Алексе́й Ильи́ч За́йцев (18 октября 1908, Волоколамск, Московская губерния — 12 апреля 1977) — советский футболист. Мастер спорта СССР.

## Биография
Родился 18 октября 1908 года в городе Волоколамске Московской губернии.
В 1936—1940 годах играл за команду «Серп и Молот»/«Металлург» (Москва) — 88 игр, 28 мячей в первенстве. В 1938 году вместе с командой завоевал бронзовые медали, в 19 играх забил шесть мячей.
Участник Великой Отечественной войны. Служил стрелком в 1104-м стрелковом полку с 16 октября 1941-го по 3 ноября 1942 года. Демобилизован после тяжёлого ранения в 1942 году в звании красноармейца.
После войны окончил Институт стали и сплавов, работал на заводе «Серп и Молот». Продолжал играть за команду «Металлург».
До пенсии занимал руководящие посты в Министерстве чёрной металлургии. Скончался 12 апреля 1977 года.